# Aragon Sport
Aragon Sport, antes conocido como Dale Zaragoza, es un diario deportivo multimedia aragonés, que nació en marzo de 2009, con objeto de cubrir la actualidad del Real Zaragoza.

## Historia
Perteneciente a la productora audiovisual Miljaus Producciones, Dale Zaragoza fue un medio digital pionero que apostó desde su nacimiento por la producción audiovisual propia de miniprogramas audiovisuales relacionados con el deporte.
Dale Zaragoza pretendió cubrir buena parte del deporte aragonés a través de la difusión audiovisual de contenidos, y la producción de canales de televisión temáticos.
En enero de 2010 Dale Zaragoza fue reconocido por la Asociación de la Prensa de Aragón como medio digital, junto a otros medios como Aragón Digital, Heraldo.es o Redaragon.
A finales de febrero de 2010, Dale Zaragoza apostó por cubrir la actualidad de otros deportes de élite de la ciudad como baloncesto, balonmano y voliebol.
En agosto de 2010, dentro de su estrategia de crecimiento cambió de nombre y pasó a denominarse Aragon Sport.